# Marta Milans
Marta Milans (Madrid, 19 de abril de 1982) es una actriz española. Ha actuado en diversas ficciones internacionales como Law & Order: Special Victims Unit, The Disappearance of Eleanor Rigby o ¡Shazam! y en ficciones nacionales como El embarcadero o Los favoritos de Midas.

## Biografía
Se graduó de la Universidad de Nueva York con doble especialización en Historia del Arte y actuación. Desde entonces, ha estado luchando para abrirse espacio a sí misma en Hollywood. Comenzó a trabajar fuera de Broadway en Nueva York y finalmente aterrizó en papeles de series como Law & Order: Special Victims Unit y películas como The Disappearance of Eleanor Rigby y Shame con Michael Fassbender.
Recientemente protagonizó la película Devoured, por la cual recibió dos premios, mejor actriz en el Festival Internacional de cine de Molins, en Barcelona, y también en el Festival de cine de Horror de Nueva York. En octubre de 2013, fue una de los protagonistas de la serie Killer Women, emitida a principios de 2014 por ABC (producida por Martin Campbell, Disney Studios, Ben Silverman y Sofía Vergara, también con las estrellas Tricia Helfer, Michael Trucco, Marc Blucas y Alex Fernández).
Ha desarrollado su carrera en su país natal, España, destacándose en papeles principales para películas y televisión, como La piel azul, dirigida por el internacionalmente renombrado Gonzalo López-Gallego, y la serie televisiva de acción Valientes. En 2020 se une al elenco principal de la serie de Netflix Los favoritos de Midas.

## Filmografía

### Cine
| Año  | Título                             | Personaje         | Director            |
| ---- | ---------------------------------- | ----------------- | ------------------- |
| 2006 | Love in the Age of Dion            | Carol             | Philip Cioffari     |
| 2009 | Chamber of Shadows                 | Pamela            | Steffen Hagberg     |
| 2011 | Shame                              | Camarera Cocktail | Steve McQueen       |
| 2011 | Devoured                           | Lourdes           | Greg Olliver        |
| 2014 | The Disappearance of Eleanor Rigby | Phoebe            | Ned Benson          |
| 2018 | Asher                              | Marina            | Michael Caton-Jones |
| 2019 | ¡Shazam!                           | Rosa Vásquez      | David F. Sandberg   |
| 2023 | Shazam! Fury of the Gods           | Rosa Vásquez      | David F. Sandberg   |

### Televisión
| Año       | Título                            | Cadena   | Personaje         | Notas        |
| --------- | --------------------------------- | -------- | ----------------- | ------------ |
| 2010      | La piel azul                      | Antena 3 | Carlota           | 2 episodios  |
| 2010      | Valientes                         | Cuatro   | Alba Varela       | 46 episodios |
| 2011      | Law & Order: Special Victims Unit | NBC      | Imelda Barros     | 1 episodio   |
| 2014      | Killer Women                      | ABC      | Becca Parker      | 8 episodios  |
| 2016      | The Mysteries of Laura            | NBC      | Valeria Hernández | 1 episodio   |
| 2016      | High Maintenance                  | HBO      | Solange           | 1 episodio   |
| 2016-2017 | No Tomorrow                       | The CW   | Sofia             | 4 episodios  |
| 2017      | Vergüenza                         | #0       | Elena             | 2 episodios  |
| 2019-2020 | El embarcadero                    | #0       | Katia             | 16 episodios |
| 2020      | White Lines                       | Netflix  | Kika Calafat      | 10 episodios |
| 2020      | El ministerio del tiempo          | La 1     | Carmen Ayala      | 1 episodio   |
| 2020      | Los favoritos de Midas            | Netflix  | María José        | 5 episodios  |

### Cortometrajes
| Año  | Título        | Personaje      | Director        |
| ---- | ------------- | -------------- | --------------- |
| 2007 | Max Art       | Gallery Patron | Zao Wang        |
| 2007 | Luchador Love | Nina           | Ken Yamagushi   |
| 2009 | Scandal       | Natalia Romero | Xavier Manrique |
| 2011 | The Portrait  | Penelope       | Daniela Merino  |
| 2015 | Strangers     | Mujer          | Eric D. Howell  |